# セクシリア
『セクシリア』（原題：Laberinto de pasiones, 英題：Labyrinth of Passion）は、1982年に公開されたスペインの映画。ペドロ・アルモドバル監督。セシリア・ロス主演。

## キャスト
- セクシリア：セシリア・ロス
- リサ：イマノル・アリアス
- トラヤ：ヘルガ・リーネ
- ドクター・ペニャ：フェルナンド・ビバンコ
- ケティ：マルタ・フェルナンデス＝ムーロ
- サデク：アントニオ・バンデラス
- ペドロ：ペドロ・アルモドバル
- ハッサン：アグスティン・アルモドバル